# Montanel
Montanel település Franciaországban, Manche megyében. Lakosainak száma 338 fő (2018. január 1.). Montanel Vessey, Coglès, Saint-Ouen-la-Rouërie, Argouges és Sacey községekkel határos.

## Népesség
A település népességének változása:
| Lakosok száma | 553  | 511  | 461  | 443  | 367  | 373  | 380  | 377  | 342  | 338  |
|               | 1968 | 1975 | 1982 | 1990 | 1999 | 2011 | 2013 | 2015 | 2017 | 2018 |